# Nagroda im. Nicolasa Borna w dziedzinie liryki
Nagroda im. Nicolasa Borna w dziedzinie liryki (niem. Nicolas-Born-Preis für Lyrik) – wyróżnienie literackie przyznawane między rokiem 1988 a 1995 na cześć pisarza Nicolasa Borna.
Nagroda została założona w 1998 roku przez Huberta Burda jako wyraz upamiętnienia dla szanowanego przez niego pisarza. Przyznawano ją corocznie do 1995 roku i dotowano kwotą 15 tys. marek niemieckich.

## Laureaci
- 1988 Uwe Kolbe(inne języki)
- 1989 Eva Schmidt(inne języki)
- 1990 Peter Waterhouse(inne języki)
- 1991 Ulrich Zieger(inne języki)
- 1992 nagrody nie przyznano
- 1993 Durs Grünbein
- 1994 Barbara Honigmann(inne języki)
- 1995 Arnold Stadler(inne języki)